# Saint-Salvadou
Saint-Salvadou är en kommun i departementet Aveyron i regionen Occitanien i södra Frankrike. Kommunen ligger  i kantonen Rieupeyroux som ligger i arrondissementet Villefranche-de-Rouergue. År 2018 hade Saint-Salvadou 374 invånare.

## Befolkningsutveckling
Antalet invånare i kommunen Saint-Salvadou
Referens: INSEE